# Lakeshire (Missouri)
Lakeshire ist eine Stadt mit dem Status „City“ im St. Louis County im US-Bundesstaat Missouri. Das U.S. Census Bureau hat bei der Volkszählung 2020 eine Einwohnerzahl von 1.554 ermittelt.

## Geographie
Die Koordinaten von Lakeshire liegen bei 38°32'21" nördlicher Breite und 90°20'40" westlicher Länge.
Nach Angaben der United States Census 2010 erstreckt sich das Stadtgebiet von Lakeshire über eine Fläche von 5,91 Quadratkilometer (2,28 sq mi).

## Bevölkerung
Nach der United States Census 2010 lebten in Lakeshire 4394 Menschen verteilt auf 1626 Haushalte und 2768 Familien. Die Bevölkerungsdichte betrug 746 Einwohner pro Quadratkilometer (2024,1/sq mi).
Die Bevölkerung setzte sich 2010 aus 94,7 % Weißen, 1,9 % Afroamerikanern, 0,5 % Asiaten, 0,2 % amerikanischen Ureinwohnern und 1,2 % aus anderen ethnischen Gruppen und 1,5 % stammten von zwei oder mehr Ethnien ab.
In 24,6 % der Haushalten lebten Personen unter 18 Jahre und in 13,5 % Menschen die 65 Jahre oder älter waren. Das Durchschnittsalter betrug 34,8 Jahre und 49,7 % der Einwohner waren Männlich.

## Belege
1. ↑  Explore Census Data Total Population in Lakeshire city, Missouri. Abgerufen am 2. Februar 2023.
2. ↑   United States Census
3. ↑   American Fact Finder